# Forma Chen Xin Jia Er Lu
La Xin Jia Ehr Lu (nuova intelaiatura, seconda forma in lingua cinese), nota anche come Xin Jia Pao Chui (nuova intelaiatura, pugno cannone) è una forma del taijiquan stile Chen che pone un accento particolare sul combattimento per l'enfasi posta nel Fajin (la forza esplosiva) e sui cosiddetti quattro angoli (Cai, Lieh, Zhou, Kao).
Come la Lao Jia Er Lu da cui deriva, le sue posizioni prevedono salti, pugni e balzi improvvisi che ne rendono l'esecuzione particolarmente faticosa.
| Posizione | Nome in cinese                | Nome in italiano                                               | Movimenti |
| 1         | yu bei shi                    | preparazione                                                   | 5         |
| 2         | Jin gang dao zhui             | Il guerriero di Buddha pesta nel mortaio                       | 4         |
| 3         | Lan za yi                     | allaccarsi la veste pigramente                                 | 4         |
| 4         | Liu feng si bi                | Sei sigilli e quattro chiusure (spingere con entrambe le mani) | 4         |
| 5         | Dan bian                      | La frusta singola                                              |           |
| 6         | Ban lan zhou                  | Bloccare con il gomito                                         |           |
| 7         | Hu xin chui                   | Il pugno che protegge il cuore                                 |           |
| 8         | Xie xing ao bu                | Passo obliquo con torsione                                     |           |
| 9         | Sha vao va zhou quan          | Abbassare la vita e pressare il gomito                         |           |
| 10        | Jing lan zhi ru               | Entrare in avanti ostacolando                                  |           |
| 11        | Feng sao mei hua              | Fiore di prugno portato dal vento                              |           |
| 12        | Jin gang dao zhui             | Il guerriero di Buddha pesta nel mortaio                       | 4         |
| 13        | Bi shen chui                  | Il pugno che protegge il corpo                                 |           |
| 14        | Pie shen chui                 | I pugni ai lati del corpo                                      |           |
| 15        | Zhan shou                     | Mano che taglia                                                |           |
| 16        | Fan hua wu xiu                | Lanciare i fiori e mostrare le maniche                         |           |
| 17        | Yan shou gong chui            | Muovere le mani e sferrare il pugno                            |           |
| 18        | Fei bu ao luan zhou           | Colpire ruotando il gomito                                     |           |
| 19        | Yun shou (qian san)           | Mani nelle nuvole (la prima volta)                             |           |
| 20        | Gao tan ma                    | Carezzare il cavallo                                           |           |
| 21        | Yun shou (hou san)            | Mani nelle nuvole (la seconda volta)                           |           |
| 22        | Gao tan ma                    | Carezzare il cavallo                                           |           |
| 23        | Lian zhu pao (1)              | Cannoni in serie (1)                                           |           |
| 24        | Lian zhu pao (2)              | Cannoni in serie (2)                                           |           |
| 25        | Lian zhu pao (3)              | Cannoni in serie (3)                                           |           |
| 26        | Dao qi ling                   | Cavalcare l'asino a ritroso                                    |           |
| 27        | Bai she tu xin (1)            | Il serpente bianco mostra la lingua (1)                        |           |
| 28        | Bai she tu xin (2)            | Il serpente bianco mostra la lingua (2)                        |           |
| 29        | Bai she tu xin (3)            | Il serpente bianco mostra la lingua (3)                        |           |
| 30        | Hai di fan hua                | Strappare i fiori dal fondo del mare                           |           |
| 31        | Yan shou gong chui            | Muovere le mani e sferrare il pugno                            |           |
| 32        | Zhuan shen liu he             | Girare il corpo con le sei armonie                             |           |
| 33        | Zuo guo bian pao (1)          | Bombe avvolgenti a sinistra (1)                                |           |
| 34        | Zuo guo bian pao (2)          | Bombe avvolgenti a sinistra (2)                                |           |
| 35        | You guo bian pao (1)          | Bombe avvolgenti a destra (1)                                  |           |
| 36        | You guo bian pao (2)          | Bombe avvolgenti a destra (2)                                  |           |
| 37        | Shou tou shi                  | Posizione della testa d'animale selvaggio                      |           |
| 38        | Pi jia zi                     | Rottura                                                        |           |
| 39        | Fan hua wu xiu                | Lanciare i fiori e mostrare le maniche                         |           |
| 40        | Yan shou gong chui            | Muovere le mani e sferrare il pugno                            |           |
| 41        | Fu hu                         | Domare la tigre                                                |           |
| 42        | Mo mei hong                   | Pulire le sopracciglia con gli avambracci                      |           |
| 43        | You huang long san jiao shui  | Il dragone giallo smuove l'acqua tre volte a destra            |           |
| 44        | Zuo hunag long san jiao shui  | Il dragone giallo smuove l'acqua tre volte a sinistra          |           |
| 45        | Zuo deng yi gen               | Scalciare col tallone sinistro                                 | 5         |
| 46        | You deng yi gen               | Scalciare col tallone destro                                   | 3         |
| 47        | Hai di fan hua                | Strappare i fiori dal fondo del mare                           |           |
| 48        | Yan shou gong chui            | Muovere le mani e sferrare il pugno                            |           |
| 49        | Sao tang tui (zhuan jing pao) | Gamba che spazza                                               |           |
| 50        | Yan shou gong chui            | Muovere le mani e sferrare il pugno                            |           |
| 51        | Zuo chong                     | Scagliare un doppio pugno da sinistra                          |           |
| 52        | You chong                     | Scagliare un doppio pugno da destra                            |           |
| 53        | Dao cha                       | Inserimento al contrario                                       |           |
| 54        | Hai di fan bua                | Strappare i fiori dal fondo del mare                           |           |
| 55        | Yan shou gong chui            | Muovere le mani e sferrare il pugno                            | 2         |
| 56        | Duo er gong (1)               | Attaccare due volte con gli avambracci (1)                     |           |
| 57        | Duo er gong (2)               | Attaccare due volte con gli avambracci (2)                     |           |
| 58        | Lian huan pao                 | Cannoni continui                                               |           |
| 59        | Yu nu chuan suo               | La ragazza di giada lavora alla spola                          | 7         |
| 60        | Si tou dang men pao           | Cannone sulla testa                                            |           |
| 61        | Yu nu chuan suo               | La ragazza di giada lavora alla spola                          | 7         |
| 62        | Si tou dang men pao           | Cannone sulla testa                                            |           |
| 63        | Pie shen chui                 | I pugni ai lati del corpo                                      |           |
| 64        | Ao luan zhou                  | Colpire ruotando il gomito                                     |           |
| 65        | Shun luan zhou                | Colpire spianando il gomito                                    |           |
| 66        | Chuan xin zhou                | Il gomito trafigge il cuore                                    |           |
| 67        | Wo li pao                     | Cannoni fuori dal petto                                        |           |
| 68        | Jing jiao zhi ru              | Entrare in avanti ostacolando                                  |           |
| 69        | Feng sao mei hua              | Fiore di prugno portato dal vento                              |           |
| 70        | Jin gang dao zhui             | Il guerriero di Buddha pesta nel mortaio                       | 4         |
| 71        | Shoushi                       | Conclusione                                                    | 5         |